# 白浪河水库
白浪河水库，位于中国山东省潍坊市潍城区南，白浪河中游，是一座集防洪、灌溉、城市工业供水和发展养殖等综合利用为一体的大（2）型水库。白浪河水库是1959年在原张友家小水库的基础上扩建而成，集水面积353平方公里，总库容1.48亿立方米。水库大坝为均质土坝，全长6680米，其中主坝长550米。
为解决水库来水量小、水源不足等问题，自1999年起，相继规划了引高入白、引牟入白输水工程。2004年，白浪河水库被潍坊市政府列为市区主要饮用水水源地。